# Kosmophonon
Kosmophonon is een studioalbum van Star Sounds Orchestra. Het SSO zat met dit album nog geheel in ambient en new agesferen, rustige lang uitgerekte muziek waarin geen tempo te ontdekken viel. Toch verschilde dit album al van het vorige, af en toe is op de achtergrond een ritme te horen, die later een belangrijke rol speelde toen SSO was overgeschakeld op psychedelic trance. De muziek is gebaseerd op de Kosmischen Oktave, een notering/uitvinding van Hans Cousto. Net als haar voorganger is dit album opgenomen in de Brachelshofstudio te Oberembt onder leiding van Christoph Hausmann. 

## Musici
- Steve Schroyder – synthesizers, elektronica
- Jens Zygar – (elektronische) percussie

## Muziek
| Nr. | Titel                | Duur  |
| --- | -------------------- | ----- |
| 1.  | Lift off (Zon)       | 6:06  |
| 2.  | Lago di Luna (Maan)  | 6:43  |
| 3.  | Ritual (Aarde)       | 5:08  |
| 4.  | New Lyra (Mercurius) | 15:09 |
| 5.  | Ironman (Mars)       | 7:12  |
| 6.  | Plutonia (Pluto)     | 6:32  |
| 7.  | Hippios (Neptunus)   | 9:59  |